# Pamela Ansoe
Pamela Ansoe (17 november 1994) is een Surinaams voetbalster. In het clubvoetbal speelt ze voor SV Transvaal (voorheem Oema Soso genaamd). Ze speelde in de selecties van U-20 en de senioren van het Surinaamse voetbalelftal.

## Carrière
Pamela Ansoe speelt in het Surinaamse clubvoetbal sinds minimaal 2012 voor Oema Soso. De club wijzigde in circa 2018/2019 van naam in SV Transvaal. Ze werd team landskampioen in onder andere 2013, 2017 en 2023. In april 2023 won ze met haar team de Atol Itany Cup in Frans-Guyana door te winnen van drie Frans-Guyaanse ploegen (tweemaal tegen FC Oyapock, waaronder in de finale) en een ploeg uit Martinique.
In 2011 zat ze in de selectie van het Surinaamse voetbalelftal U-20 en speelde ze in het kampioenschap van de Concacaf. In de wedstrijd tegen Trinidad en Tobago kwam ze in de 78e minuut in het veld. De wedstrijd werd met 8-0 verloren. Tegen de Kaaimaneilanden zag ze haar team vanaf de bank met 4-0 verliezen. In 2012 viel ze in tijdens de wedstrijd tegen Panama. In 2013 scoorde ze tijdens de kwalificatiewedstrijden voor het Wereldkampioenschap voetbal vrouwen U-20 thuis tegen Dominica en Saint Vincent en de Grenadines. Beide wedstrijden werden door Suriname gewonnen. Later dat jaar scoorde ze op Jamaica in de 90e minuut tegen Saint Kitts en Nevis; Suriname won de wedstrijd met 5-2. Ook zat ze in 2014 in de selectie die tijdens de eerste ronde van de Caribbean Cup die op Haïti werd gespeeld.
Voor de senioren kwam ze in 2018 uit tijdens de CFU Challenge Series. Ze speelde mee in de wedstrijd tegen Trinidad en Tobago die Suriname met 7-0 verloor en tegen Grenada die Suriname met 6-5 won. Het jaar erop kwam ze in twee interlands uit. Ze verloor met haar team met 10-1 tegen Haïti en met 6-1 tegen Puerto Rico. In 2021 won ze met Suriname met 5-3 tegen Grenada.
In 2022 zat ze in de selectie tijdens de kwalificatiewedstrijden voor het Wereldkampioenschap voetbal vrouwen van 2023. Tegen Mexico (10-0 verlies) en Anguilla (5-0 winst) werd ze gewisseld en tegen Puerto Rico (2-0 verlies) en Antigua en Barbuda (5-1 winst) viel ze in.